# Kostel svaté Kateřiny (Olšová Vrata)
Filiální kostel svaté Kateřiny v Olšových Vratech stojí uprostřed jedné z městských částí Karlových Varů, obce Olšová Vrata (něm. Espenthor). Spadá do plzeňské diecéze, farnosti Stanovice. Poprvé byl zmíněn v roce 1257 jako opevněný gotický kostel. V letech 1838–1843 prošel částečnou barokní přestavbou.
Byl prohlášen kulturní památkou, památkově chráněn je od 3. května 1958, event. 17. února 1972, rejstř. č. ÚSKP 37969/4-969.

## Historie
Původně opevněný gotický kostel svaté Kateřiny s přilehlým hřbitovem byl založen pravděpodobně v roce 1246 uprostřed obce Olšová Vrata (Espenthor). První písemná zmínka o kostele pochází z roku 1257, kdy je připomínán jako jeden ze tří filiálních kostelů náležejících k loketskému farnímu kostelu sv. Václava. Roku 1352 je již uváděn jako farní. Tím zůstal až do doby kolem roku 1490, kdy byl vysvěcen nový městský kostel svatého Michaela Archanděla v obci Andělská Hora a stal se k němu filiálním.
Dnešní stavba kostela pochází patrně z konce 15. století. V roce 1736 bylo pořízeno nové vybavení interiéru. Současnou podobu získal kostel po částečné barokní přestavbě a prodloužení v letech 1838–1843. V letech 1840–1849 byl pořízen nový inventář od loketského sochaře Johanna Wildta a karlovarského štafíře Johanna Viereckla. V roce 1972 byla střecha kostela pokryta novou šindelovou krytinou.

## Popis

### Exteriér
Jednolodní kostel s trojboce uzavřeným presbytářem, za nímž stojí v ose připojena mladší nízká sakristie. Vše je kryto šindelovou střechou, završenou osmibokou oplechovanou barokní zvoničkou se zvonovou bání.
Jedná se o původně kamennou stavbu s pozdějšími zděnými úpravami. Hlavní vstup je obdélným kamenným portálem v západním průčelí. Druhý obdélný vchod s nikou je na severní boční straně kostela. Podélné stěny stavby jsou osazeny třemi páry obdélných, polokruhově zakončených oken. Stejná okna mají boční stěny presbytáře, v závěrové stěně je umístěno okénko oválné. Vnější stěny jsou hladké bez členění. Presbytář je zaklenut valeně s výsečemi. Sakristie má trámový strop, loď je též plochostropá. Kruchta kostela je nesena dvěma kamennými toskánskými sloupy.
Okolo kostela stojí původní ohradní zeď bývalého hřbitova z lomového kamene oválného půdorysu, jejíž stabilita je zabezpečena opěrnými pilíři.

### Interiér
Vnitřní zařízení kostela v barokním slohu pochází převážně z let 1840–1849 od loketského sochaře Johanna Wildta a karlovarského štafíře Johanna Viereckla. Dřevěný vyřezávaný portálový hlavní oltář a dva vyřezávané boční oltáře Panny Marie a Neposkvrněného početí jsou barokní z 18. století. Z původního zařízení kostela byla zachována velká část inventáře, který nebyl renovován, některé plastiky však byly zničeny pozdější přemalbou.

#### Oltářík a sošky
- v presbytáři je umístěn tabernáklový oltářík z doby kolem roku 1700 s vyřezávanými sochami svatého Rocha se psem a svatého Šebastiána; obě necitlivě přemalovány
- dřevěná vyřezávaná gotická socha Panny Marie s dítětem v náručí, výška 0,93 m, zadní plocha je vyhloubena
- barokní vyřezávaná socha svatého Šebastiána na mučednickém kůlu ze 17. století
- 1,15 m vysoká vyřezávaná gotická socha svaté Kateřiny, která bývala do roku 1842 ústřední sochou původního hlavního oltáře kostela; je zde představena s knihou v levé ruce, pravou se pak opírá o meč, u nohou má položené kolo představující utrpení mučedníků; plastika je znehodnocena pozdějšími úpravami
- raně barokní vyřezávaná socha svaté Rozálie odpočívající v hrobě; plastika měří 0,7 m, původní podoba je znehodnocena
- vyřezávaná soška svaté Kateřiny z roku 1822 v podobě panenky oblečené v šatech, výška 0,42 m, renovované části jsou pouze hlavička a ruce, jméno autora je vyřezáno na těle sošky – Joseph Poellich hats gemacht an(no) 1822

#### Křížová cesta
- na stěnách lodi je zavěšeno 14 obrazů zastavení křížové cesty z roku 1848 od karlovarského malíře Josefa Reimera

#### Liturgické předměty
- 0,29 m vysoký tepaný stříbrný kalich v pseudogotické formě z roku 1861 s vídeňskou úřední značkou roku 1860; na noze kalichu je vyryto jméno autora a datace – Joseph Rück 1861
- postříbřená monstrance ze slitiny z roku 1871, vídeňské práce; na noze monstrance je věnování – Anno domini 1871, Antonius et Anna Müller ex Espenthor Nro. 17 voverunt

#### Lampy a pohár
- cínové lampy a cínový mušlový pohár pochází z roku 1861 od cínaře Aloise Neidharta z Ostrova

#### Varhany
- inventář farnosti Andělská Hora z roku 1737 v kostele uvádí malé varhany: v roce 1842 započal varhanář Johann Gottlieb Hanke ze Žďáru se stavbou nových varhan, které byly dokončeny roku 1851 a dnes stojí na kruchtě

#### Zvony
- inventář kostela z roku 1856 uvádí zvon z roku 1676 umístěný ve zvoničce kostela s nápisem Ecclesia Espenthor fieri fecit 1676 in dei glor(iam), p(ro) V(irginis) M(ariae) devotione, s(anctae) Catharin(ae) honor(em); v roce 1843 byl původní zvon přelit a od té doby nesl nápis Chr. De Valle fudit me Egrae 1843
- malý zvon z roku 1819 od téhož zvonařského mistra z Chebu nese nápis Christoph de Valle fudit me Egrae 1819

#### V muzeu
Součást vybavení kostela tvořila rovněž 0,9 m vysoká pozdně gotická socha svatého Ondřeje s křížem. Pochází z počátku 15. století, na zadní straně je plochá, pozměněná pozdější přemalbou. Je umístěna v muzeu v Karlových Varech.